# Plastron (Uniform)

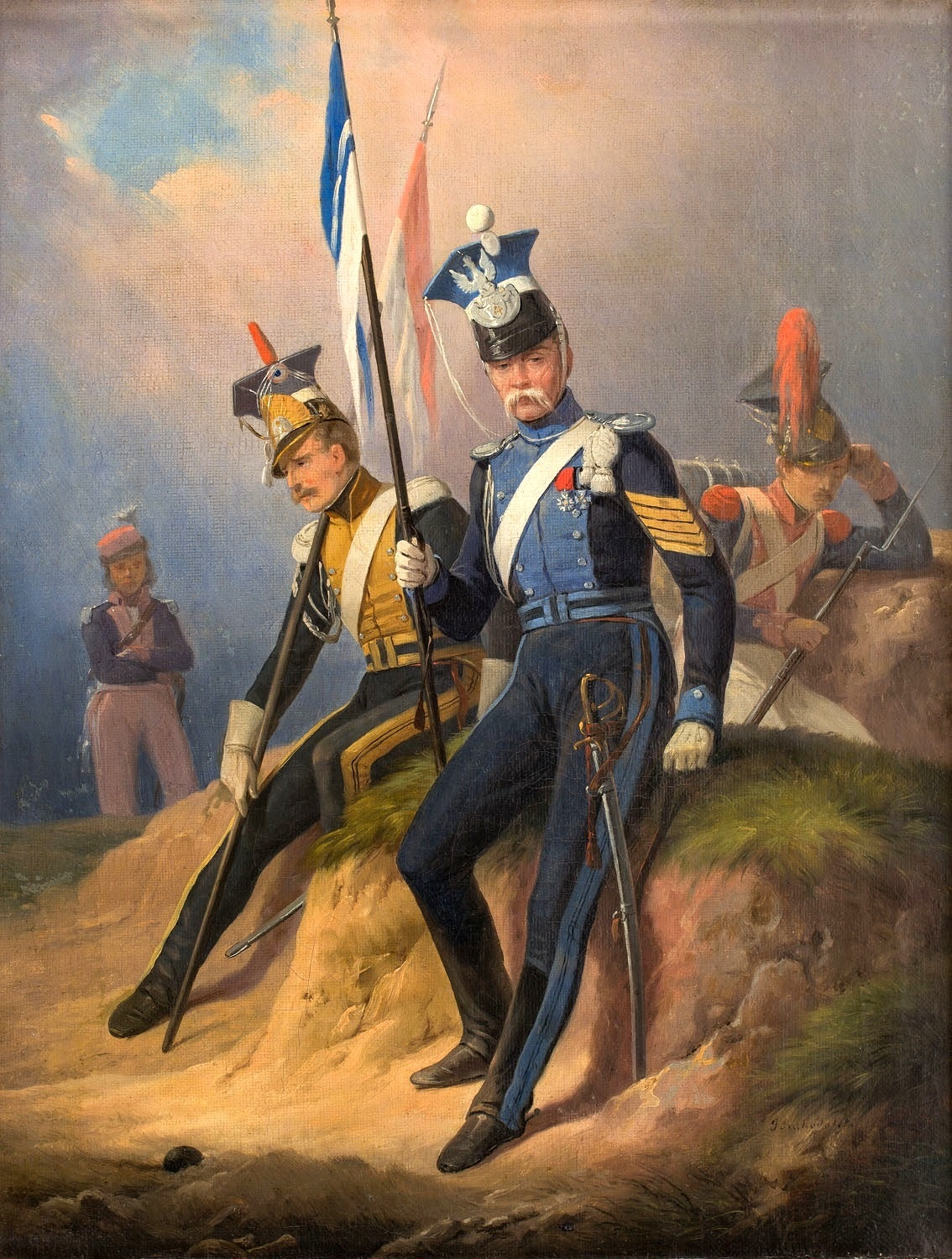
Ulanen des Herzogtums Warschau mit Plastron 1807–1813

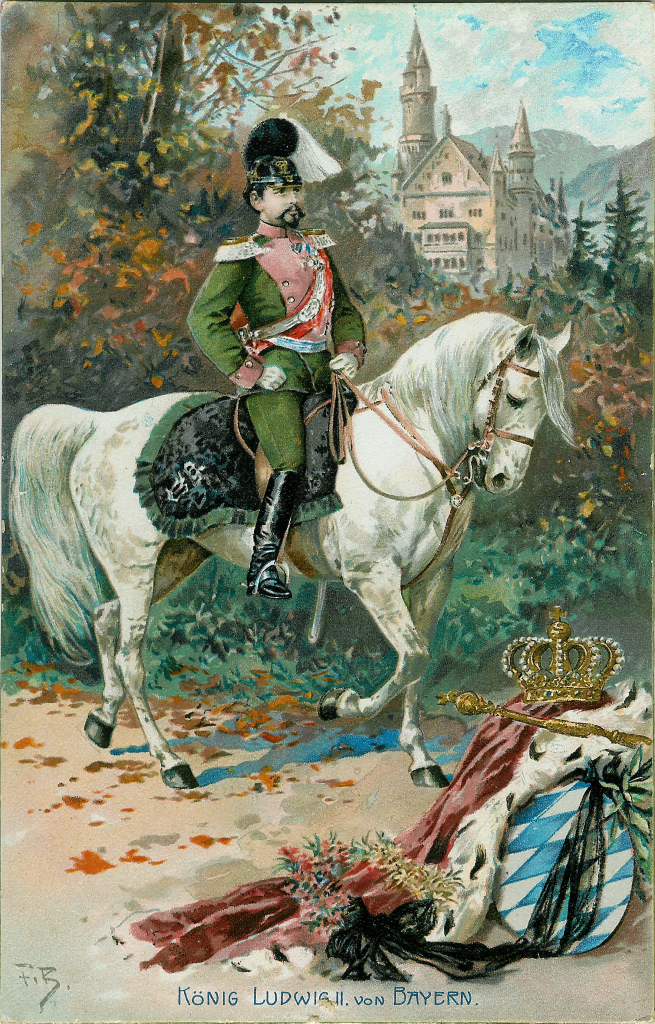
König Ludwig II. von Bayern in der Uniform des 4. Chevaulegers-Regiments mit rotem Plastron auf grüner Ulanka

Ein Plastron ist ein meist abzeichenfarbiger Brustbesatz der Ulanenuniform, ähnlich einer Rabatte.
In Polen entwickelte sich Ende des 18. Jahrhunderts ein besonders knapper Uniformschnitt, der insbesondere durch kurze Rockschöße und einen vorne geschlossenen Uniformrock gekennzeichnet war. Die Rabatten gingen nicht mehr bis zur Höhe des Oberschenkels, sondern waren auf Hüfthöhe gerade abgeschnitten, unterhalb davon war der Rock offen, denn die Rockschöße setzten erst an der Außenkante der Rabatten an. Durch die Teilnahme polnischer Freiwilligenverbände auf Seiten Frankreichs an den Koalitionskriegen wirkte dieser Schnitt stilbildend auf die Grande Armée. 1812 wurde ein habit veste (Westenrock) genannter Uniformrock für fast alle Linienregimenter Frankreichs eingeführt, später folgten die Regimenter der „Jungen Garde“. Eine Ulanenjacke dieses Stils bezeichnete man als Kurtka, deren Rabatten als Plastron. Bei allen anderen Waffengattungen verschwanden Rabatten bzw. Plastrons während des Biedermaiers spätestens mit Einführung des Waffenrocks, nur bei Ulanen und den bayerischen Chevaulegers hielt sich das Plastron bis zum Ersten Weltkrieg auf der Ulanka, in Großbritannien tragen heute noch die Soldaten der beiden verbliebenen Ulanenregimenter (inzwischen Panzeraufklärungsverbände) zu Paraden historische Uniformen mit Plastrons.
Zur Felduniform wurde das Plastron in der Regel nach innen geknöpft.
Bei den Ulanen der Armee des Deutschen Kaiserreichs und den bayerischen Chevaulegers wurde das Plastron bis 1918 im Allgemeinen als Paraderabatte bezeichnet.